# Ruský most
Ruský most (rusky Русский мост) je dopravní stavba překlenující průliv Východní Bospor v Japonském moři, čímž spojuje město Vladivostok s Ruským ostrovem. Postaven byl spolu se Zlatým mostem v rámci přípravy Vladivostoku na konání summitu APEC. Dnes spočívá jeho význam zejména v tom, že umožňuje snadné spojení s Ruským ostrovem, kde sídlí Dálněvýchodní federální univerzita a který je zároveň oblíbeným místem letní rekreace. Most byl otevřen 1. srpna 2012.
Jedná se o nejdelší zavěšený most na světě (podle délky hlavního pole) a zároveň druhý nejvyšší most na světě (podle výšky mostní konstrukce) hned po viaduktu Millau ve Francii.

## Význam stavby
První projekt na výstavbu mostu na Ruský ostrov vznikl již roku 1939, druhý se objevil v 60. letech, ani jeden z těchto projektů však nebyl realizován.
V roce 2005 přišla vláda Přímořského kraje s investičním projektem na rozvoj Ruského ostrova. V rámci tohoto projektu došlo r. 2010 na ostrově k vytvoření zvláštní ekonomické zóny. Projekt také počítal se stavbou univerzitního kampusu Dálněvýchodní federální univerzity, zázemí pro biotechnologický a informačně technologický výzkum a medicínského centra. Kromě toho se počítalo s výstavbou sportovně-rekreačních areálů, ubytovacích kapacit a obytných domů.
S projektem rozvoje Ruského ostrova souvisel i summit APEC, který se na ostrově konal roku 2012. Pro tento summit byla postavena celá řada budov, které po skončení summitu začaly sloužit Dálněvýchodní federální univerzitě či výzkumným institucím Ruské akademie věd.
Tyto všechny plány vyžadovaly výstavbu kvalitního dopravního spojení na ostrov do roku 2012.

## Výstavba

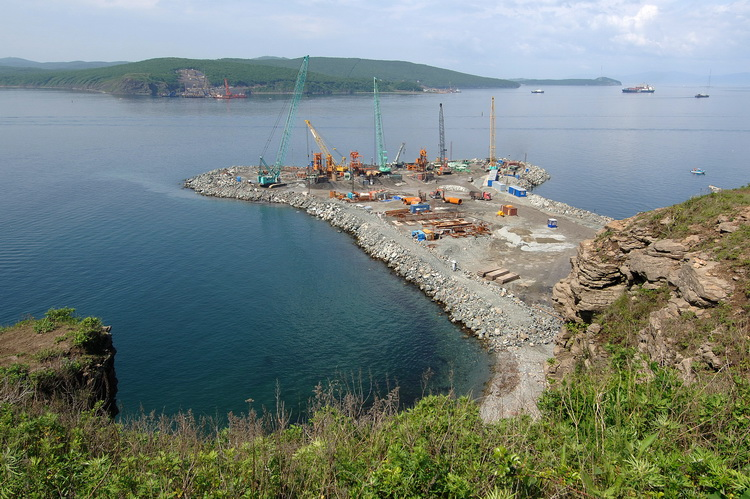
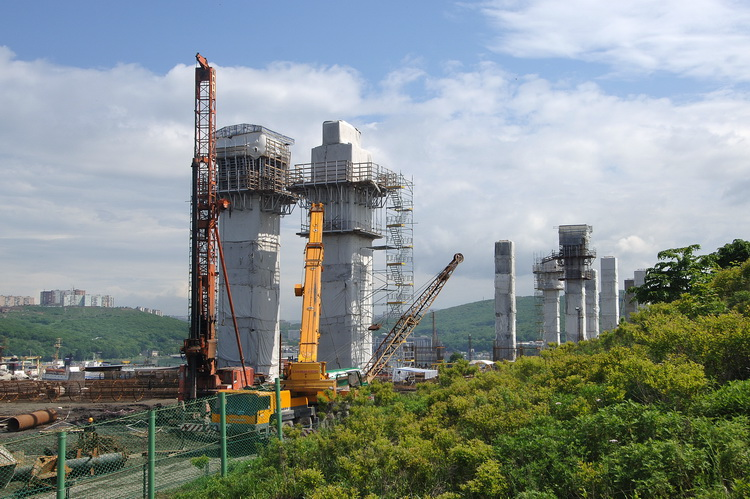
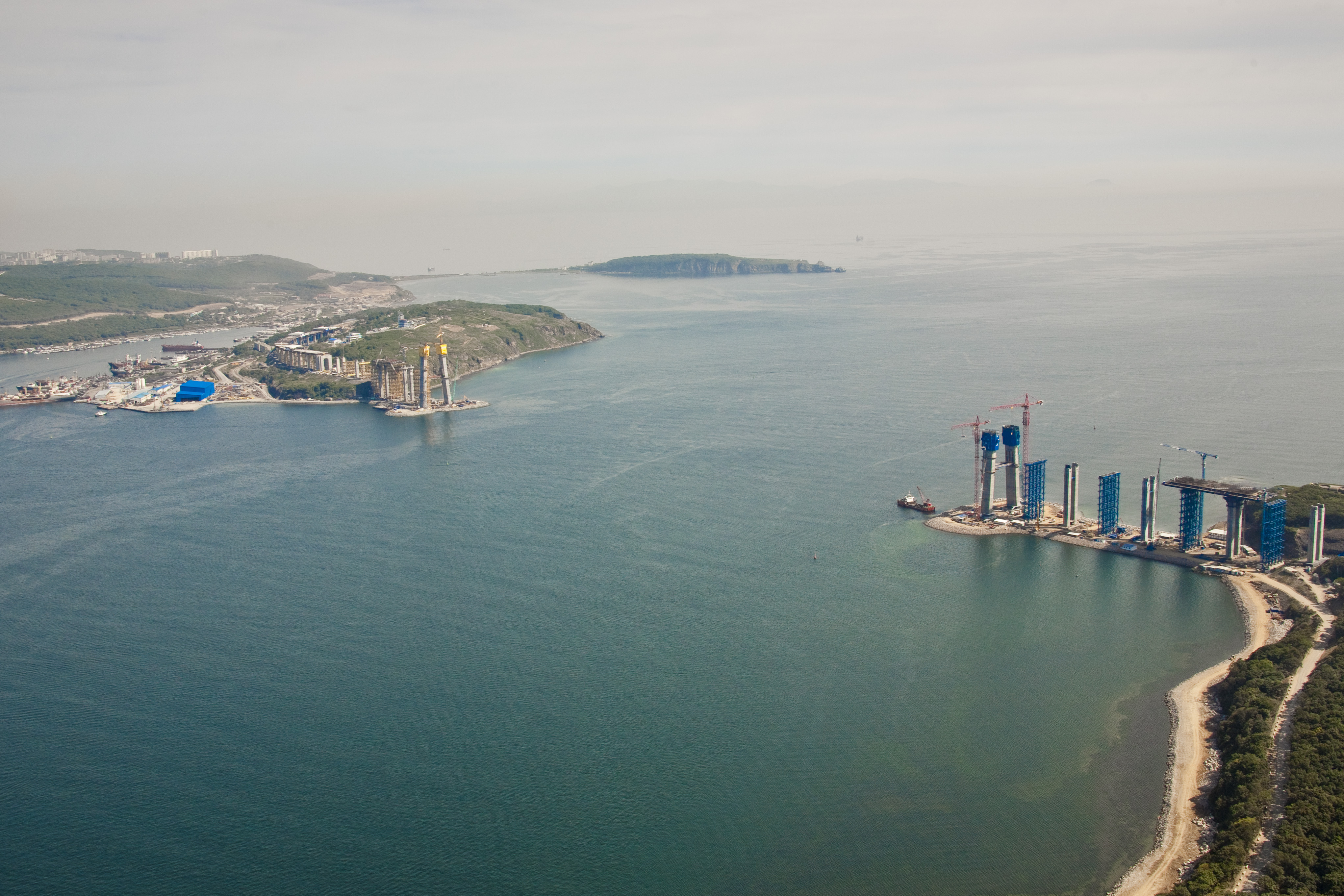
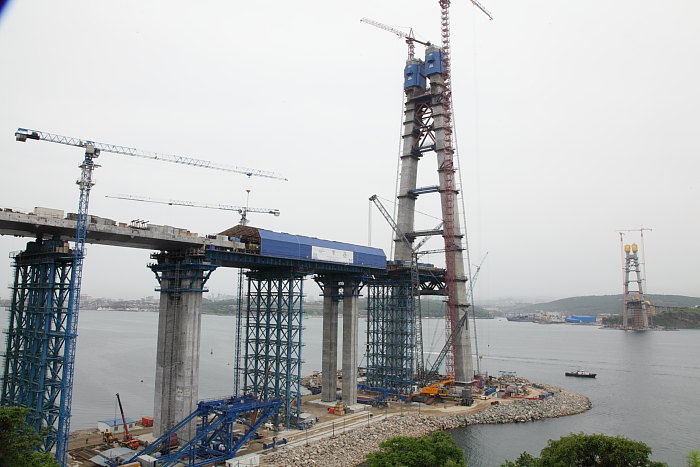
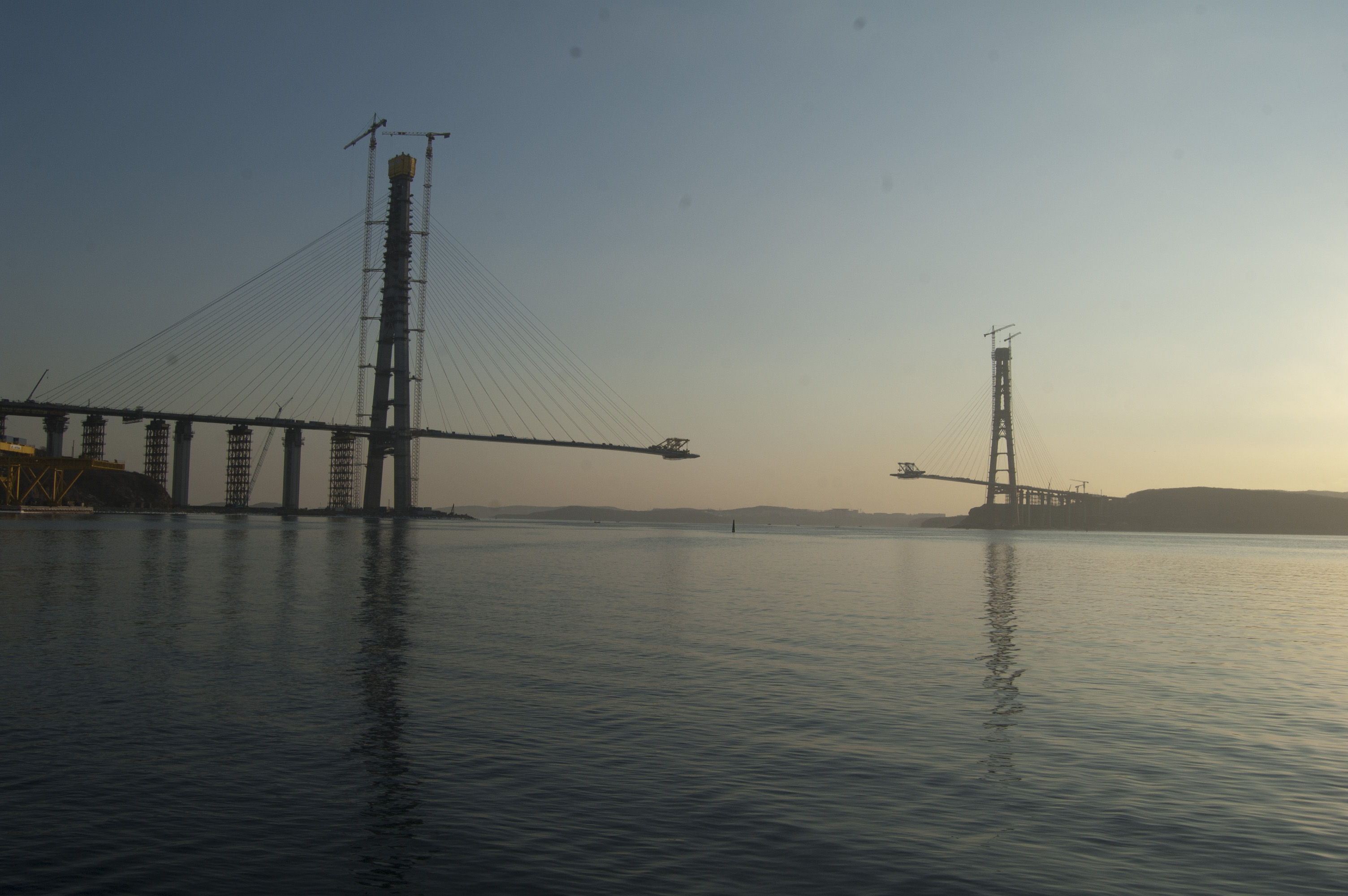

Roku 2007 vyhrála výběrové řízení na zpracování projektu mostu omská projektantská a stavitelská firma NPO Mostovik, na tomto velmi náročném projektu však spolupracovala celá řada dalších ruských projekčních kanceláří a také dánská firma Cowi A/S. Projekt byl vytvořen a schválen v průběhu roku 2008.
Zhotovitelem stavby byla vybrána téhož roku bez výběrového řízení nařízením prezidenta Ruské federace firma USK Most. Cena byla stanovena na 32,2 mld. rublů. Výstavba byla dokončena 2. července 2012.
Vzhledem k tomu, že místní obyvatelé začali již spontánně nazývat tento objekt Ruský most (podle Ruského ostrova, analogicky se Zlatým mostem), získal nakonec tento název rozhodnutím vladivostocké místopisné komise oficiálně.
Stavba se však nevyhla ani skandálům. Skupina organizovaná členem bezpečnostní služby firmy NPO Mostovik odcizila postupně ze stavby železné konstrukce v hodnotě více než 96 milionů rublů. Tato skutečnost byla odhalena až v roce 2013, viníci byli postaveni před soud.

### Dokončený most

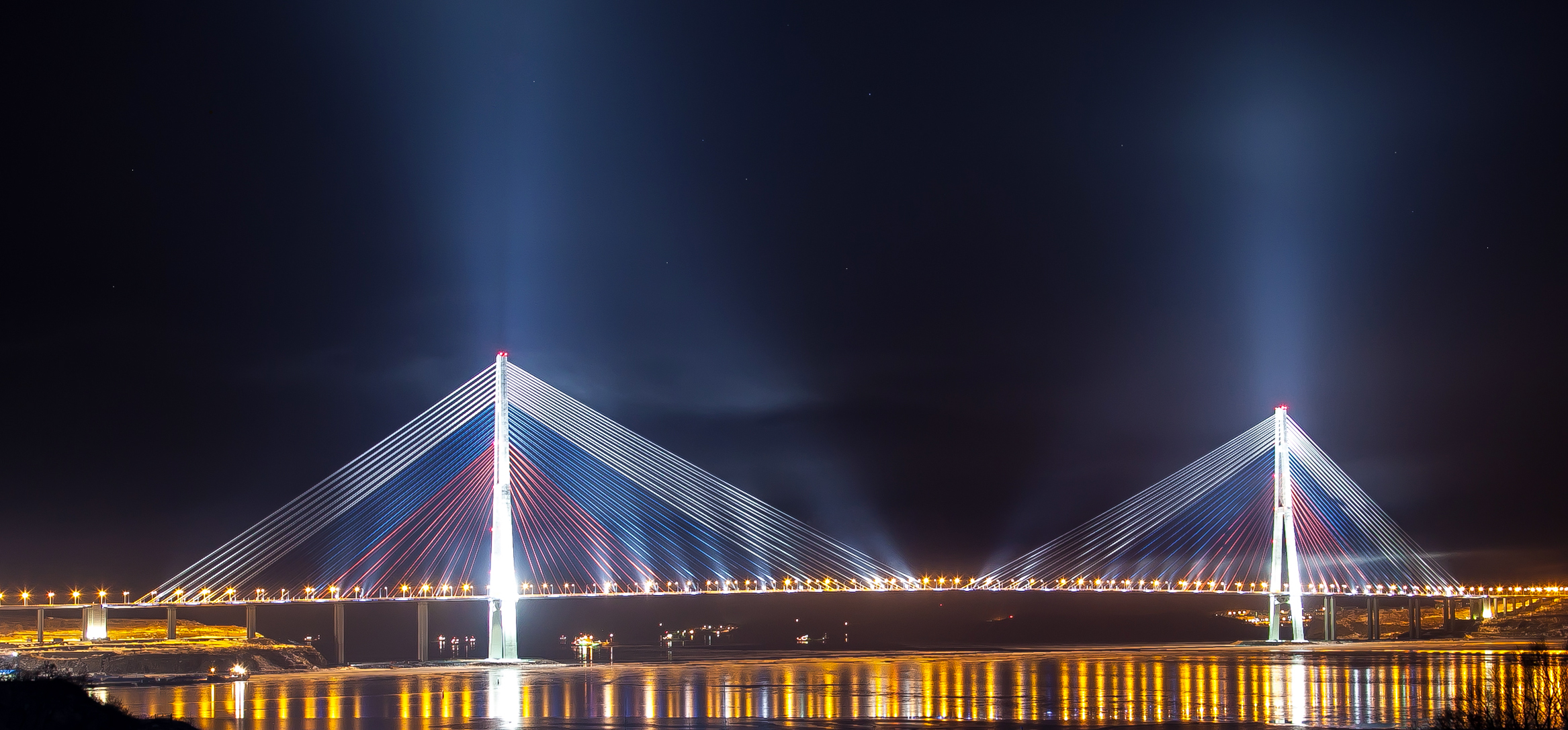
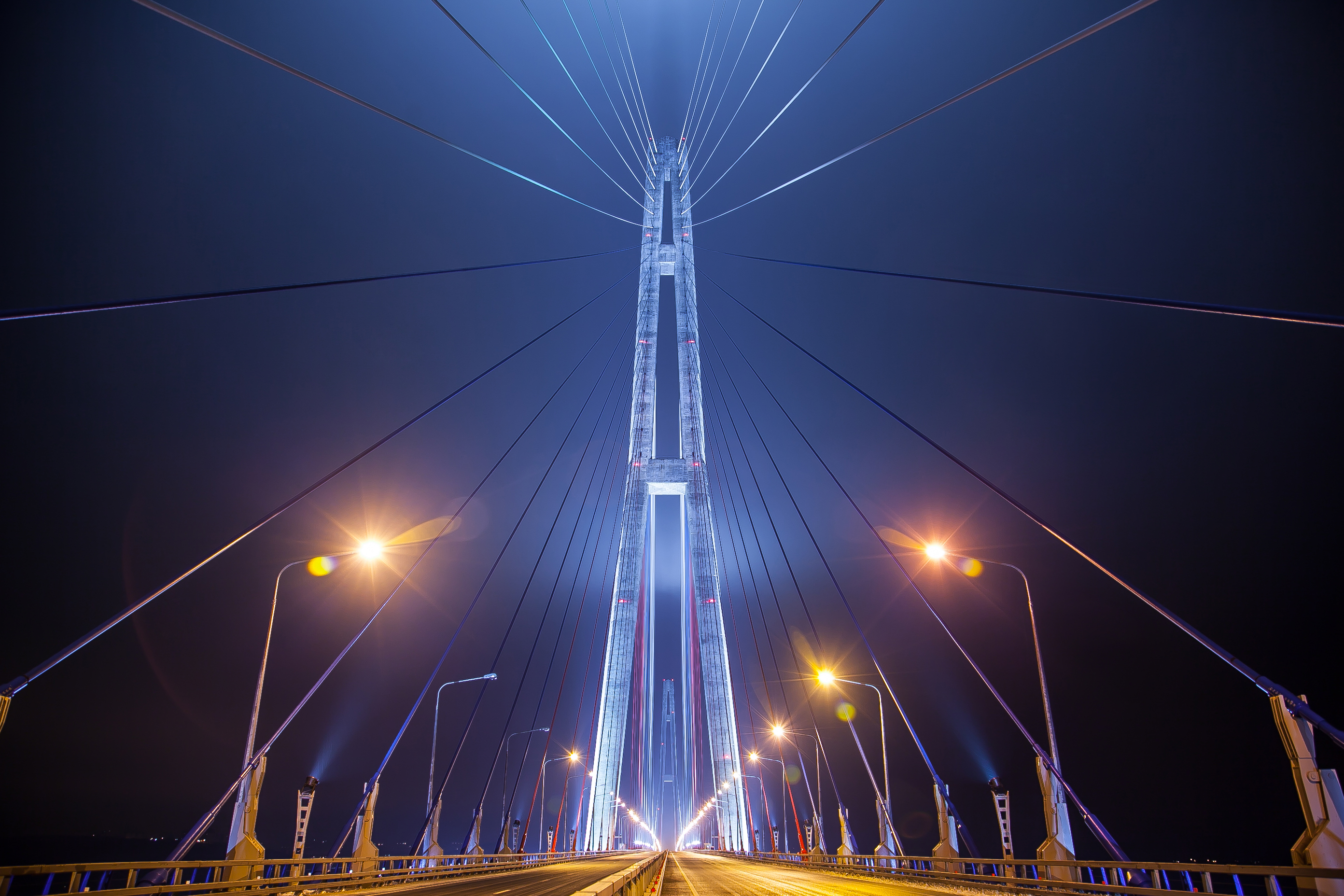
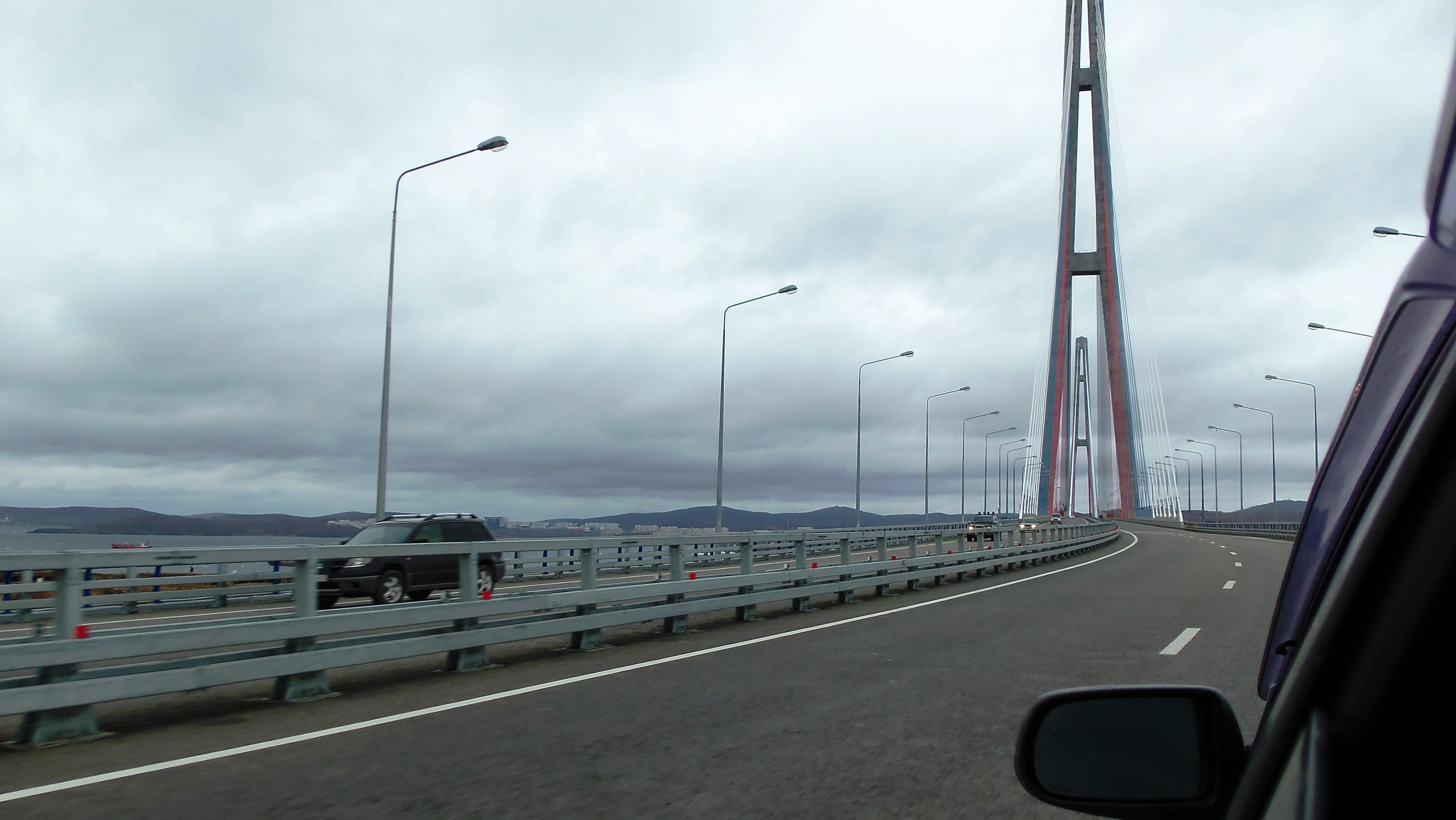
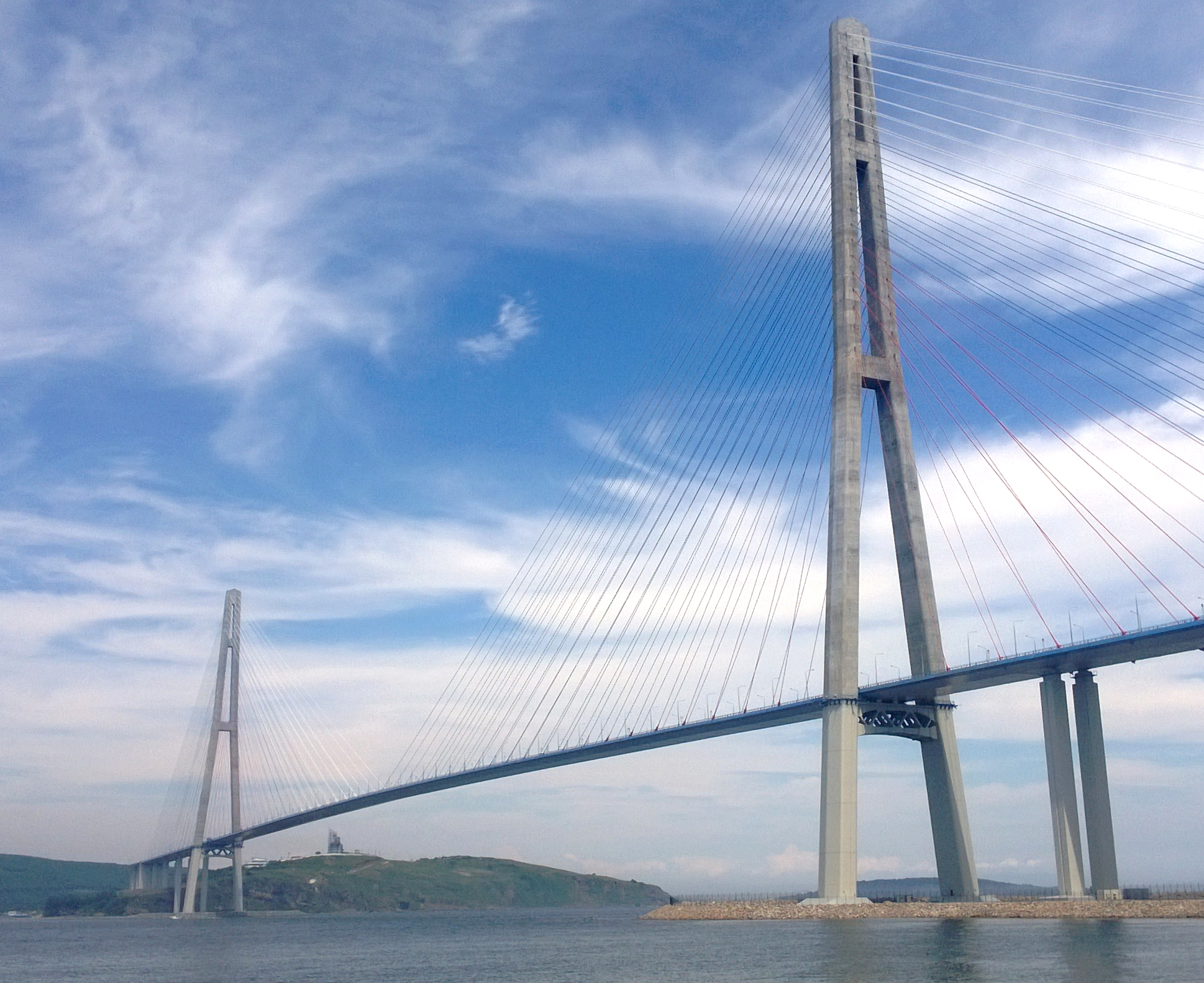
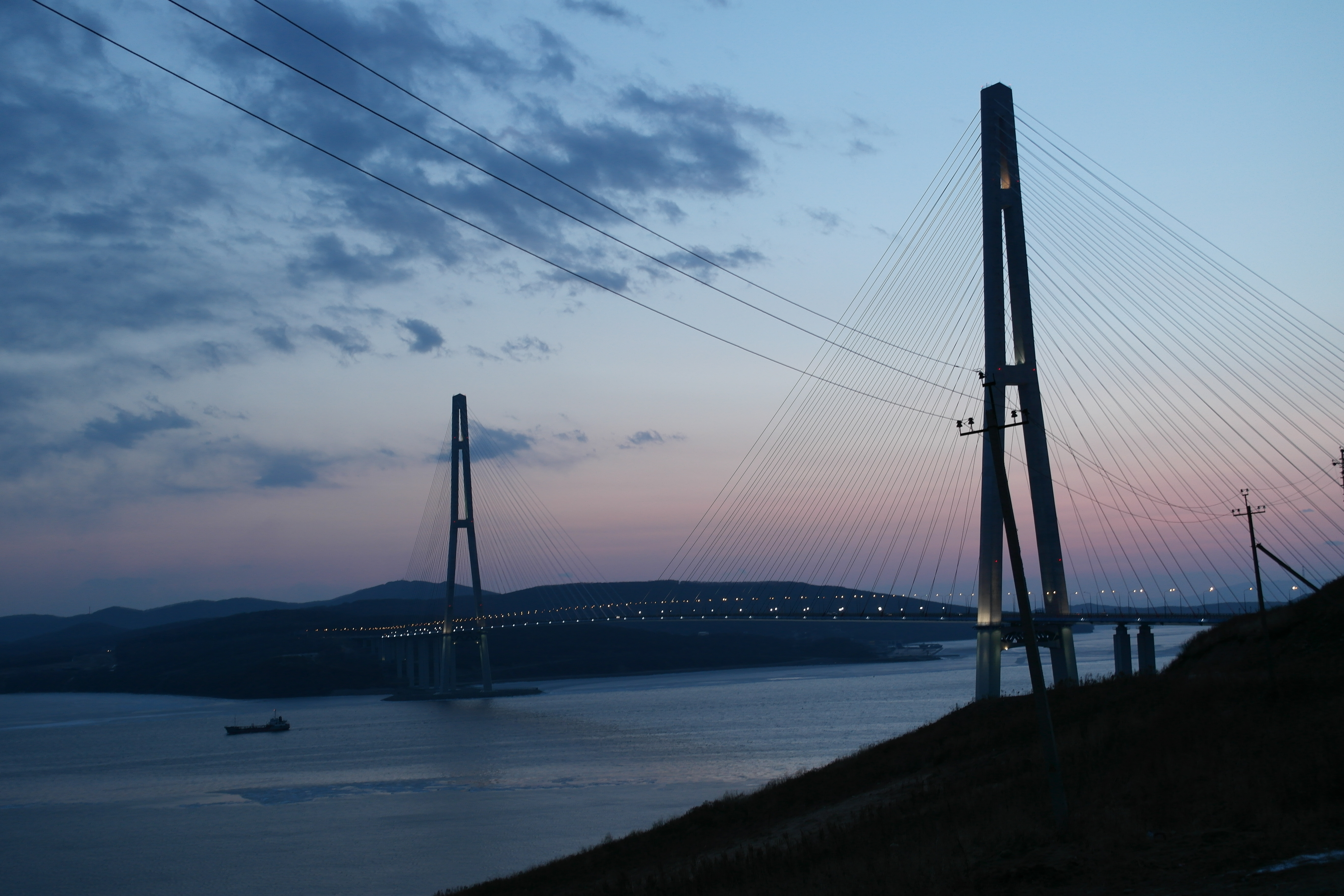